# Søret
Søret er indbegrebet af de retsregler, der er særlige for søfartsforholdene.
På grund af søfartens internationale karakter har søret til alle tider været præget af stor ensartethed i de forskellige lande. Skønt søfarten i oldtiden nåede en betydelig udvikling, navnlig i landene omkring Middelhavet, er der ikke bevaret mange særlige søretlige regler fra denne tid. For den romerske rets vedkommende har formuerettens høje udvikling bidraget til, at man kunne undvære en særlig søret. Derimod foreligger der fra den tidlige middelalder adskillige vidnesbyrd om en speciel søretlig udvikling, og adskillige af nutidens positive søretlige institutioner udspringer fra middelalderens søret. De ældste søretlige regler i middelalderen er dannet ved sædvane og domstolspraksis. Navnlig har i denne henseende de fire store italienske handelsrepublikker (Amalfi, Pisa, Genova og Venezia) haft betydning. Den ældste samling af søretlige regler, "Rôles d'Oléron" fra 11. eller 12. århundrede, er en samling af søretsdomme, afsagt af søretten på øen Oléron ved Frankrigs vestkyst. Denne samling, der snart blev reciperet som gældende ret i England, fik faktisk betydning som en fællesret for de nordlige og vestlige have. Fra slutningen af 14. århundrede daterer sig den berømte "Consolato del Mare", en af en retsskriver i Barcelona udarbejdet samling af gældende sædvaner; denne fik hurtig eneherredømme i syden og har øvet stor indflydelse på hele Europas søret. En egen søret fik de nordiske lande i den visbyske søret ("Das Waterrecht"), der fejlagtig er bleven henført til Visby på Gotland, men i virkeligheden er en samling af amsterdamsk, flandersk og lybsk søret, der skriver sig fra 15. århundrede. En særlig søret fik Danmark allerede 1561 i Frederik II's søret, der hviler på den visbyske søret, hanseatisk ("Hansereces" 1530) og hollandsk ret samt ældre dansk ret og retspraksis. Frederik II's søret afløstes af Christian V's Danske Lovs (1683) 4. bog; Sverige fik sin første særlige søret i Karl XI's søret af 1667, Norge i Christian V's Norske Lovs 4. bog.
I Frankrig udarbejdedes på Jean-Baptiste Colberts initiativ under Ludvig XIV en søret af navn Ordonnance de la marine (1681). Dette for sin tid fremragende arbejde er i alt væsentligt overgået i Napoleon I's Code de commerce (1807) 2. bog, der atter er lagt til grund for søret i Italien, Spanien, Grækenland, Østrig-Ungarn og Belgien samt i de sydamerikanske republikker.
I England hviler den gældende søret på udviklingen af sædvaneretten — common law — hvorved der efterhånden er blevet skabt en national engelsk søret i tilknytning til den almindelige civilret, afvigende fra den ældre fra kontinentet importerede søret (Rôles d'Oléron og den fransk-hollandske juristret). Nogen kodifikation af den engelske private søret gives ikke, hvorimod den offentlige (administrative) søret er samlet i Merchant shipping Act (1894 og senere); denne indeholder dog også enkelte privatretlige regler, ligesom man heller ikke i øvrigt ganske har kunnet undvære egentlige søretlige love (statute law) på den private sørets område, f.eks. konossementsloven (Bill of Lading Act) 1855. For USA's vedkommende er forholdet det samme som i England, ligesom også selve Indholdet af den nordamerikanske søret i alt væsentligt stemmer med den engelske. Af nordamerikanske sølove af særlig vigtighed må nævnes den såkaldte Harter Act (1893), som forbyder rederen at fraskrive sig ansvar for skibets sødygtighed ved rejsens begyndelse og for skippers og mandskabs såkaldte kommercielle fejl eller forsømmelser (ved lastning, stuvning, losning og aflevering af ladningen).